# Jetstar Asia Airways
Jetstar Asia Airways Private Limited (tiếng Trung Quốc: 捷星亚洲航空公司 (Tiệp Tinh Á châu Hàng không Công ty); tiếng Thái: เจ็ทสตาร์เอเชีย) là một hãng hàng không giá rẻ, có trụ sở tại Singapore. Đây là chi nhánh châu Á của hãng Jetstar Airways của Qantas. Hãng này bay các tàu bay Airbus A320. Thức ăn và đồ uống ai dùng thì trả tiền trong chuyến bay nhưng ngồi theo ghế đã đặt trước và 20 kg hành lý miễn cước.
Hãng này dự kiến có lợi nhuận trong năm 2009 dù có nhiều biểu hiện cho thấy lợi nhuận sẽ có sớm hơn do hãng hoạt động tốt hơn trong năm 2007.
Hãng được thành lập với 49% cổ phần do Qantas nắm, cổ phần còn lại do Temasek Holdings Ltd. của chính phủ Singapore 19% và hai nhà kinh doanh khác của Singapore là Tony Chew (22%) and FF Wong (10%). Hãng đã được cấp giấy phép hoạt động từ chính phủ Singapore ngày 19 tháng 11 năm 2004.
Do vào thị trường muộn, hãng dự định tạo sự khác biệt với các đối thủ cạnh tranh bằng cách bay bất kỳ nơi nào thuộc trong bán kính 5 giờ bay từ Singapore. Ngày 25 tháng 11 năm 2004, hãng đã thông báo bay 7 tuyến đi Thượng Hải, Hồng Kông, Đài Bắc, Pattaya, Jakarta, Surabaya và Manila. Trong ngày bán vé bắt đầu lúc 08h00 (8GMT) ngày 7 tháng 12 năm 2004, một ngày sau 3 tuyến đầu tiên và giá vé khuyến mãi đã được thông báo, giá vé bán là S$48 (HK$228) đi Hong Kong, S$88 (NT1788) đi Đài Bắc và S$28 (Bht725) đi Pattaya một chiều cho mọi ghế trong tuần đầu tiên hoạt động khi mỗi tuyến được bắt đầu.

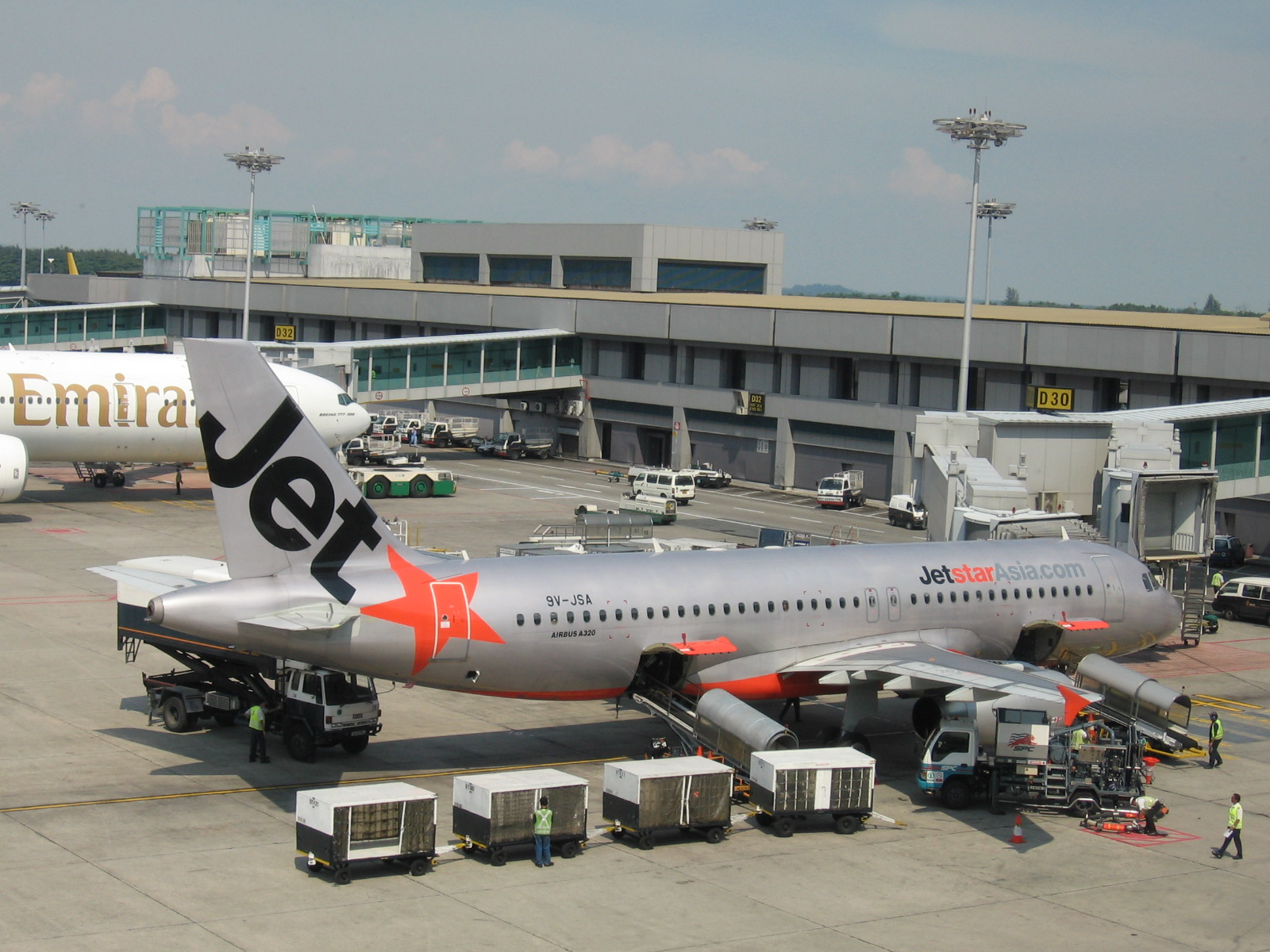
Jetstar Asia Airways Airbus A320 at Singapore Changi Airport.

Dù phải đối mặt với thị trường khó khăn, Jetstar Asia cho biết đã nhận chiếc máy bay thứ 5 vào năm 2005, và đang tìm kiếm sự phê duyệt các tuyến mới, ví dụ như Phnôm Pênh và Xiêm Riệp.
Jetstar Asia đã ngừng hoạt động vào ngày 31 tháng 7 năm 2025.

## Đội tàu bay
Đến tháng 5 năm 2007, đội tàu bay của Jetstar Asia Airways bao gồm :
- 5 Airbus A320-200

## Code share
- Jetstar Airways
- Valuair
- Pacific Airlines
- Myanmar Airways International